# Semaglutida
Semaglutida (DCB) ou semaglutido (DCPt), vendida sob as marcas Ozempic, Wegovy ou Rybelsus, entre outras, é um medicamento usado para tratar diabetes tipo 2, obesidade e sobrepeso. É menos preferido à metformina, embora possam ser usados juntos. Pode melhorar o controle do açúcar no sangue, diminuir o risco de doenças cardíacas e diminuir o risco de problemas renais. É usado por via oral ou por injeção subcutânea.
Efeitos colaterais comuns, incluem: náusea, vômito, diarreia, dor abdominal e constipação. Efeitos colaterais graves podem incluir: cetoacidose diabética, baixo nível de açúcar no sangue e pancreatite. O uso durante a gravidez está associado a riscos para o feto e não é recomendado durante a amamentação. Ele funciona como o peptídeo-1 semelhante ao glucagon humano (GLP-1) e aumenta a liberação de insulina, diminui a liberação de glucagon e atrasa o esvaziamento do estômago.
A semaglutida foi aprovada para uso médico nos Estados Unidos em 2017. Foi desenvolvida pela Novo Nordisk. Foi o primeiro GLP-1 a ser lançado que pode ser administrado por via oral. No Reino Unido, uma injeção de 2 mg custava ao NHS cerca de 73 libras esterlinas em 2020. Essa quantidade custava cerca de 850 dólares nos Estados Unidos em 2021.
Um estudo efectuado por cientistas da Universidade da Colúmbia Britânica revelou que as pessoas que tomavam semaglutide tinham uma taxa de queda de cabelo mais elevada do que as que tomavam bupropiona-naltrexona.  No geral, os doentes que tomaram semaglutida tiveram um risco 52% maior de queda de cabelo do que aqueles que tomaram bupropiona-naltrexona.
Uma revisão sistemática de seis estudos realizada em 2024 concluiu que "embora as reduções no peso corporal e na massa gorda fossem evidentes, as alterações na massa muscular eram pequenas".
"Ozempic”, uma injeção de semaglutide utilizada para tratar a DM2, custa 936 dólares nos EUA e 169 dólares no Japão. O preço é de 147 dólares no Canadá, 144 dólares na Suíça, 103 dólares na Alemanha e nos Países Baixos, 96 dólares na Suécia, 93 dólares no Reino Unido e 87 dólares na Austrália. Em França, o preço mais baixo é de 83 dólares. (21 de agosto de 2023; os dados referem-se às existências mensais. )

## Mecanismo de ação
O semaglutido é um agonista do recetor do péptido-1 semelhante ao glucagon.  O medicamento reduz os níveis de açúcar no sangue. Pensa-se que a diminuição é causada pela imitação do peptídeo-1 semelhante ao glucagon (GPP-1), uma incretina. [Parece também promover o crescimento das células beta pancreáticas, que são responsáveis pela produção e libertação de insulina. Também suprime a produção de glucagon, uma hormona que aumenta a glicogenólise (libertação de hidratos de carbono armazenados no fígado) e a gluconeogénese (síntese de nova glucose). Reduz a ingestão de alimentos, diminuindo o apetite e abrandando a digestão no estômago, ajudando a perder peso.

## Contra-indicações
O semaglutido está contraindicado em pessoas com antecedentes pessoais ou familiares de carcinoma medular da tiroide ou em pessoas com neoplasia endócrina múltipla de tipo 2.

## Tratamento para obesidade

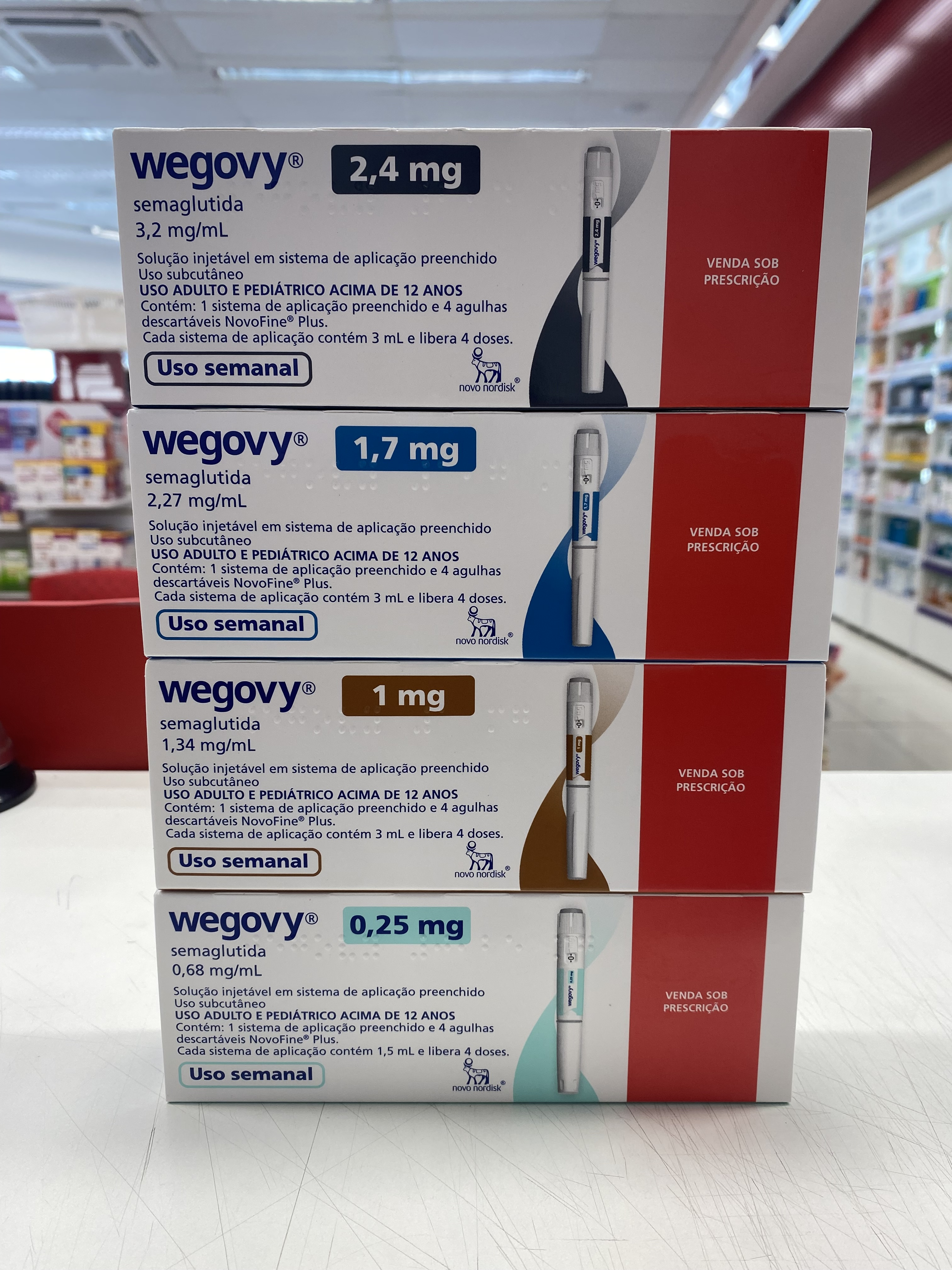
Foto de quatro apresentações do medicamento Wegovy

A FDA, agência regulatória de medicamentos dos Estados Unidos, aprovou o medicamento para o tratamento da obesidade crônica em adultos com índice de massa corporal (IMC) de 30 ou mais, ou em adultos com IMC de 27 ou mais e pelo menos uma condição relacionada ao peso, como pressão alta, diabetes tipo 2 ou dislipidemia. O medicamento, chamado Wegovy, cujo princípio ativo é a semaglutida, é uma forma sintética do hormônio GLP-1, que é produzido naturalmente no intestino e ajuda a regular o apetite e o consumo de alimentos. Este é o primeiro medicamento aprovado para tratamento de obesidade crônica pela FDA desde 2014. O tratamento com o Wegovy é administrado por injeção subcutânea uma vez por semana e deve ser usado em conjunto com uma dieta reduzida em calorias e aumento da atividade física. A aprovação foi baseada em resultados de ensaios clínicos que mostraram que pacientes tratados com Wegovy perderam em média 12,4% do peso corporal em comparação com o grupo placebo. O medicamento também foi considerado seguro e bem tolerado.